# تلمبة حجت أباد (مشيز بردسير)
تلمبة حجت أباد (بالفارسية: تلمبه حجت‌آباد) هي مستوطنة تقع في إيران في كرمان. يقدر عدد سكانها بـ 252 نسمة بحسب إحصاء 2016.